# Col de la Chipotte
Pour les articles homonymes, voir La Chipotte.
Le col de la Chipotte est un col routier d'intérêt local dans le département des Vosges en bordure du massif des Vosges. Il permet la liaison entre Rambervillers et Raon-l'Étape, et se complète d'une route vers Étival-Clairefontaine.

## Bataille de la Chipotte
Alors que la bataille de la Haute Meurthe fait rage, le col de la Chipotte, voie de passage estimée par l'état-major allemand en position clé menant vers l'ouest et le chemin de fer d'Épinal, devient un espace d'affrontements journaliers violents avec de nombreux combats au corps à corps du 25 août au 5 septembre 1914. L'attaque allemande en flot continu amenant la prise du massif de la Chipotte s'étale du 25 au 28 août, mais les conquérants paraissent ensuite stopper leur effort de pénétration, ce qui fait repasser les troupes françaises à l'offensive. Passé cinq fois aux mains des Français et des Allemands, le col a vu tomber 4 000 soldats français et a été surnommé « le trou de l'Enfer » par les chasseurs à pied, très souvent ici des appelés ou réservistes d'origine locale. Ces combats de haute intensité, formidablement meurtriers pour les deux parties belligérantes, n'ouvrent aucune perspective de gain notable, hormis un jeu de défense et d'attaque déplacé sans fin, même après la prise du col par les Allemands et le recul français délaissant le massif de la Chipotte. L'état-major allemand apprenant la rapide progression d'autres corps d'armées dans le couloir de l'Oise préfère mettre un terme à cette offensive jugée avortée ou trop coûteuse en hommes, pour organiser un repli stratégique vers des hauteurs sûres, en rive droite de Meurthe. Sur ce théâtre d'opération vosgien, la guerre des tranchées n'est apparue que progressivement au cours des mois suivants, une fois que les unités allemandes avaient pu consolider leurs positions.

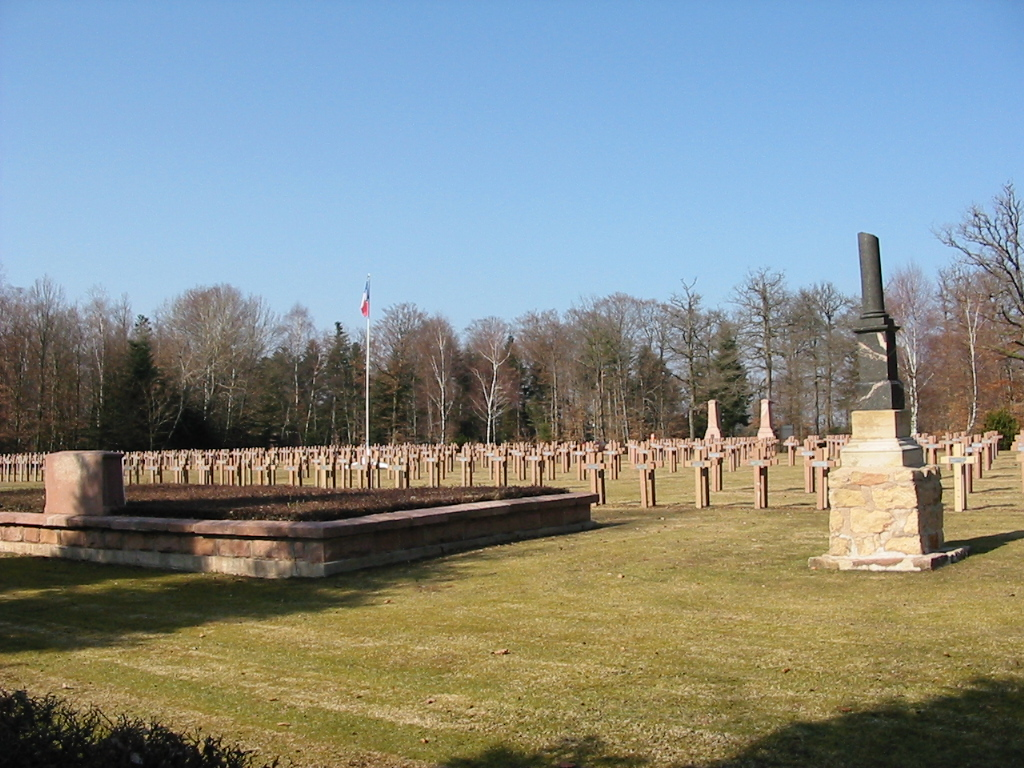
La nécropole nationale

La nécropole nationale du col de La Chipotte accueille les corps de 1 899 soldats français dont 893, non identifiés, en deux ossuaires. D'une superficie de 0,7 ha, le cimetière a été créé en 1919. Deux monuments y ont été érigés. L'un au col, à côté de la Nécropole, est le monument dit « des Chasseurs » à la gloire de la 86e Brigade ; il est l'œuvre de l'architecte Emmanuel Cateland. Plus au nord au carrefour des routes descendant l'une sur Raon-l'Étape et l'autre sur Étival-Clairefontaine, celui « des Coloniaux », à la mémoire des 5e et 6e régiment d'infanterie coloniale.

## Activités
- Le Tour de France 2005 a emprunté le col classé en 4e catégorie : Fabian Wegmann l'a franchi en solitaire.